# Gros de Vaud

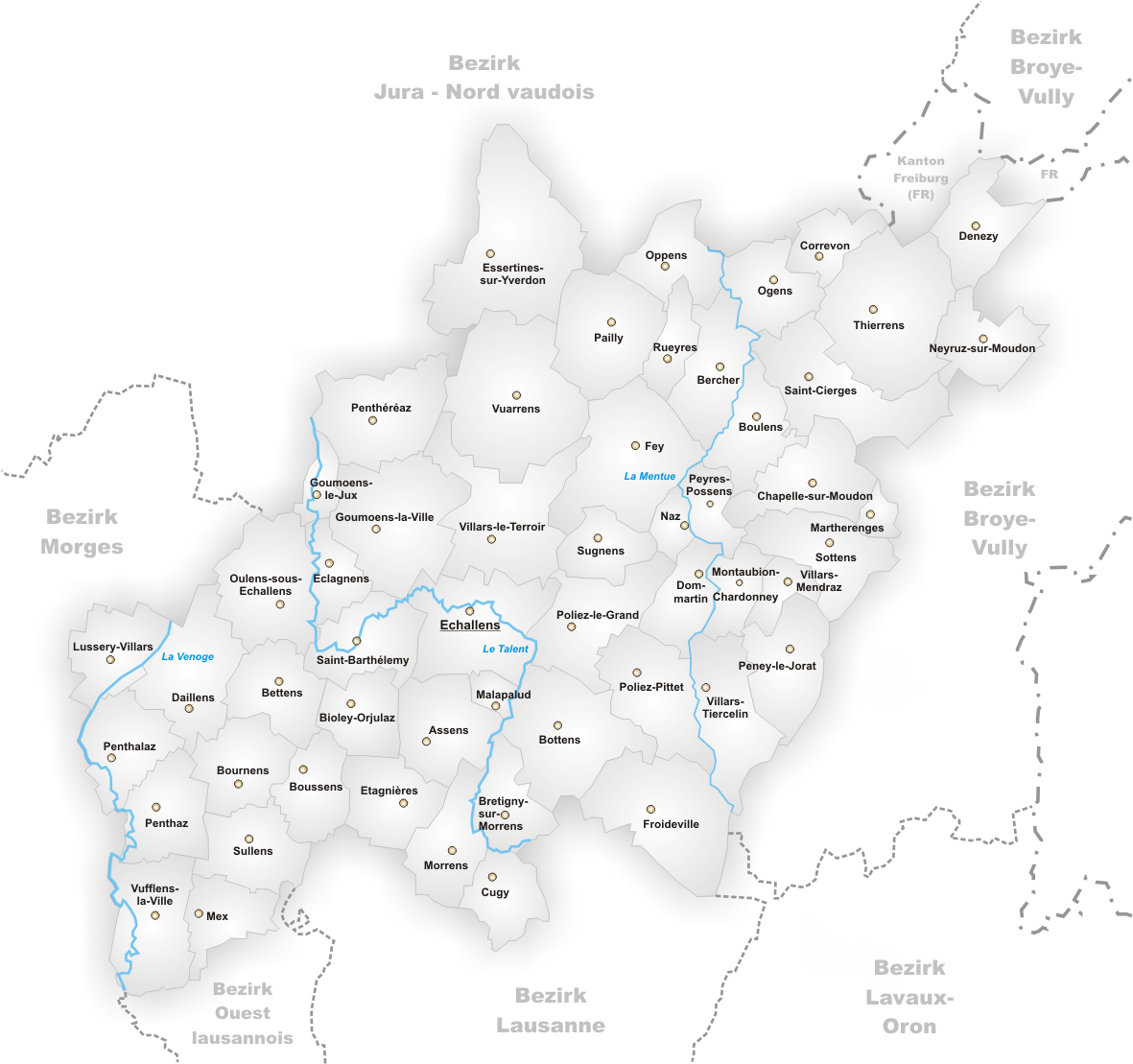
Carte du district du Gros-de-Vaud

Als Gros de Vaud wird im Schweizer Kanton Waadt (französisch: Vaud) eine Landschaft bezeichnet, deren Grenzen nicht genau definiert sind. Dank der fruchtbaren Böden gilt das Gros de Vaud mit seinem Zentrum Echallens als Kornkammer der Waadt.

## Geographie
Der geographische Begriff Gros de Vaud wurde 1875 vom Historiker Louis Vulliemin geprägt, der damit für die Kernlandschaft (Gros) der Waadt eine einheitliche Bezeichnung schaffen wollte. Dieses Herzstück der Waadt umfasst die Region des Waadtländer Mittellandes zwischen Lausanne im Süden sowie der Orbeebene und Yverdon-les-Bains im Norden. Die östliche Abgrenzung bilden die waldigen Höhen des Jorat und seine nordöstlichen Ausläufer, welche das Gros de Vaud vom Broyetal trennen. Nach Westen erstreckt sich die Landschaft bis an den Jurafuss, wobei das etwas höher gelegene, rauere Jurafussplateau (auf Kalkgestein) in der Regel nicht mehr dazugezählt wird.
Das Gros de Vaud ist charakterisiert durch eine leicht gewellte Plateaulandschaft mit einer durchschnittlichen Höhe von 550 bis 600 m ü. M. In dieses Plateau ist die Venoge eingetieft, die im Lauf der Zeit ein rund 1 km breites und bis zu 100 m tiefes Tal geschaffen hat. Sie entwässert den westlichen Teil der Landschaft nach Süden zum Genfersee (Einzugsgebiet der Rhone). Die Wasserscheide zwischen Rhône und Rhein verläuft mitten durch das Plateau des Gros de Vaud, denn das Wasser des Talent, der für die Entwässerung des nordöstlichen Teils sorgt, fliesst bereits nordwärts zur Orbe (Einzugsgebiet des Rheins). Im äussersten Nordosten geht das Plateau in eine Landschaft über, in der sich breite, im Kammbereich oft bewaldete Höhenrücken (Bois de Suchy, Grand Bois d'Essertines) mit den sich nach Norden zum Neuenburgersee öffnenden Tälern von Buron, Sauteru und Mentue abwechseln.
Als Gros de Vaud im engeren Sinne wird das Gebiet des Bezirks Echallens auf dem Plateau zwischen dem Venogetal und dem Jorat bezeichnet.

## Geologie
Das Plateau des Gros de Vaud ist aufgebaut aus Sandsteinen der Unteren Süsswassermolasse, die in der Zeit vor etwa 30 bis 22 Millionen Jahren im Vorfeld der Alpen abgelagert wurden. Starke Hebungsvorgänge im westlichen Mittelland am Ende des Tertiärs führten dazu, dass die in weiten Teilen des zentralen und östlichen Mittellandes vorhandenen Schichten der Oberen Meeresmolasse und der Oberen Süsswassermolasse im Bereich des Gros de Vaud vollständig abgetragen wurden.
Während der verschiedenen Eiszeiten war das Gros de Vaud jeweils von einer mächtigen Eisschicht des Rhonegletschers bedeckt. Durch das Eis wurde die Landschaft überformt und im gesamten Gebiet wurde eine bis zu 10 Meter mächtige Grundmoränenschicht abgelagert. Die Landschaftsstrukturen, langgezogene Höhenrücken, welche von Südsüdwest nach Nordnordost verlaufen, zeigen die Fliessrichtung des Gletschereises an.

## Klima
Trotz seiner Höhenlage weist das Gros de Vaud ein mildes und verhältnismässig trockenes Klima auf. Im Januar werden mittlere Temperaturen um 0 °C, im Juli solche um 18 °C gemessen. Aufgrund der Leelage hinter dem Hochjura, welche besonders bei regenbringenden West- und Nordwestlagen hervortritt, werden im Jahresmittel für Schweizer Verhältnisse relativ geringe Niederschlagsmengen von rund 900 bis 1000 mm gemessen.

## Wirtschaft und Bevölkerung
Das Gros de Vaud ist überwiegend landwirtschaftlich geprägt. Dank der fruchtbaren Böden (Parabraunerden) herrscht der Ackerbau vor (Getreide- und Futtermittelanbau), was der Region die Bezeichnung „Kornkammer der Waadt“ eintrug. Auch die Viehzucht (insbesondere Rinderzucht) hat einen wichtigen Stellenwert. Das Wiesland ist teilweise mit Obstbäumen bestanden.
Die Region ist nur wenig industrialisiert. Die Industrie konzentriert sich auf Echallens und das Gebiet bei Cossonay, wobei Baustoffindustrie und Betriebe der Nahrungsmittelverarbeitung vorherrschend sind. An verschiedenen Orten werden Kiesgruben ausgebeutet. Das südliche Gros de Vaud gerät immer mehr in den Sog der Kantonshauptstadt Lausanne, dessen Gewerbezonen bis an den Rand des Hochplateaus reichen. Die stadtnahen Gemeinden erlebten deshalb in den letzten Jahrzehnten einen markanten Bevölkerungszuwachs. Neben den Zentren Echallens (4750 Einwohner) und Cossonay-Penthalaz (zusammen 5100 Einwohner) gibt es zahlreiche kleine Bauerndörfer, die meist weniger als 800 Einwohner zählen. In der ländlichen Region mit guten Verkehrsverbindungen Richtung Lausanne und relativ niedrigen Bodenpreisen entstehen zusehends neue Wohnquartiere. Viele Erwerbstätige pendeln in die Agglomeration Lausanne zur Arbeit.

## Verkehr
Verkehrsmässig ist das Gros de Vaud gut erschlossen. Es wird von den Hauptstrassen durchquert, welche von Lausanne nach La Sarraz, nach Orbe und nach Yverdon-les-Bains führen. Seit den frühen 1980er Jahren verbindet die Autobahn A1 die Zentren Lausanne und Yverdon-les-Bains. Sie ist heute die wichtigste Transitachse zwischen der Westschweiz und der Deutschschweiz.
Im öffentlichen Verkehr sind die Eisenbahnlinie Lausanne-Cossonay-Yverdon und die Schmalspurbahn Chemin de fer Lausanne-Echallens-Bercher (LEB) zu nennen. Für die Feinverteilung im öffentlichen Verkehr sorgen verschiedene Postautolinien.